# Jim Colosimo
Giacomo Colosimo, známý jako (Big) Jim Colosimo (1877 Cosenza, Itálie – 11. května 1920 Chicago) byl první, kdo sjednotil chicagskou kriminální scénu na přelomu 19. a 20. století. Colosimovi nástupci, kteří po něm přebírali vedení jeho organizace, už byli považováni za mafiánské bossy.

## Začátky
Narodil se jako Giacomo Colosimo V Kalábrii v Itálii v roce 1877. Když dospíval, imigroval se svými rodiči do Spojených států, do Chicaga. Změnil si jméno na Jim Colosimo.
V Chicagu pracoval jako čistič bot, prodavač novin, metař a poslíček. Svou kriminální činnost začínal kapesními krádežemi, mezi jeho aktivity patřilo také vydírání a zejména kuplířství. To se stalo hlavním předmětem jeho zájmu.
Mladé dívky lákal na snadné výdělky, pak je bil, věznil a obchodoval s nimi.

## Růst jeho říše
V roce 1902 se Jim Colosimo oženil. Vzal si Victorii Moresco, majitelku dvou nevěstinců, která byla starší než on. Společně si otevřeli další nevěstince a za několik let už jich měli desítky. Kromě toho kontroloval Jim Colosimo oblast hazardních her.
Colosimo byl díky svým aktivitám velmi bohatý a v oblasti řízené prostituce a obchodu s ženami neměl v Chicagu konkurenci.
V roce 1909 ho začala vydírat skupina Mano Nera (Černá ruka). Jim Colosimo věděl, co to znamená, protože stejnou činnost v mládí také vykonával. Mano Nera by chtěla stále víc peněz a kdyby neplatil, přišlo by na řadu násilí. Paní Moresco proto pozvala na pomoc svého synovce z New Yorku, kterým byl Johnny Torrio. Torrio přijel do Chicaga a připravil předání peněz. Když si tři členové skupiny pro peníze přišli, byli zastřeleni.
Jim Colosimo vzal poté Torria k sobě a svěřil mu dohled nad svými záležitostmi.
V té době také Colosimo otevřel restauraci Colosimo's Cafe. Původně to byla jen kavárna a restaurace, později také kabaret a noční klub, hrály se zde hazardní hry. Colosimo budovu používal jako své ústředí.
Do Colosimovy restaurace chodili samí lepší lidé, byla poměrně luxusní. Byla také místem, kde se Jim Colosimo zamiloval do kabaretní zpěvačky Dale Winter, dívky z Ohia, kterou tam zaměstnal.
Jim Colosimo vládl chicagskému podsvětí a Torriovi přenechával stále více odpovědnosti. Roku 1919 si Torrio otevřel nevěstinec (The Four Deuces), ve kterém zaměstnal mladého Al Capona, který se právě přestěhoval z New Yorku.

## Prohibice
16. ledna 1920 začala prohibice a Torrio tlačil na Colosima, aby se pustili do obchodu s alkoholem. Jim Colosimo to však odmítal. Vystačil si se svými nevěstinci a bál se rizika, které by nová oblast podnikání mohla přinést. Jeho rozhodnutí také ovlivnila Dale Winter.
Jim Colosimo opustil Victorii Moresco a 17. dubna 1920 si vzal devatenáctiletou Dale Winter.

## Smrt
Nedlouho po sňatku zařídil Torrio schůzku, kde se měl Colosimo setkat se svým obchodním partnerem. Schůzka byla naplánovaná na 11. května 1920 v restauraci Colosimo's Cafe.
Když přišel Colosimo do svého podniku, byl zastřelen. Vraždu zorganizoval Torrio za pomoci Al Capona a Frankie Yala.
Konal se obrovský pohřeb, na který přišli nejen Colosimovi přátelé a známí, ale také významní představitelé města.
Colosimova vdova Dale údajně neměla na peníze po svém choti nárok, protože sňatek měl být právně neplatný. Dale Winter se po Colosimově smrti odstěhovala do New Yorku a v roce 1924 se znovu provdala. Živila se dále jako zpěvačka a herečka.
Po smrti Colosima začal organizaci řídit Johnny Torrio.